# Henri Stambouli
Pour les articles homonymes, voir Stambouli.
Henri Stambouli, né le 5 août 1961 à Oran et mort le 17 novembre 2023 à Dakar, est un footballeur français, reconverti comme entraîneur.
Il est le père de Benjamin Stambouli, également footballeur professionnel.

## Biographie
Henri Stambouli, ancien gardien de but et entraîneur de l'Olympique de Marseille, est l'entraîneur des FAR Rabat qu'il conduit en finale de la Coupe de la Confédération africaine.
Malgré ce beau parcours, il quitte le club pour épauler Laurent Banide (son beau-frère) dans le sauvetage de l'AS Monaco, le 6 janvier 2007. Le 16 janvier 2007, il est nommé entraîneur adjoint de l'AS Monaco et parvient à hisser le club, alors relégable et bon dernier, à la 10e place du championnat 2006-2007.
Henri Stambouli dirige les joueurs de l'équipe nationale du Togo, de mai à août 2008. Il devient ensuite directeur sportif du FC Istres. Henri Stambouli est, d’août 2010 à juin 2013, responsable du centre de formation de l'Olympique de Marseille en qualité de directeur.
À l'été 2013, il rejoint le Montpellier HSC pour occuper le poste de directeur du centre de formation.
Henri Stambouli meurt le 17 novembre 2023 à Dakar au Sénégal, à l'âge de 62 ans.

## Palmarès

### Joueur
- Vainqueur de la Coupe des Alpes en 1984 avec l'AS Monaco.
- Finaliste de la Coupe de la Ligue en 1984 avec l'AS Monaco.

### Entraîneur
- 1995 : Champion de France de Division 2 avec l'Olympique de Marseille
- 2005 : vainqueur de la Coupe du Trône et vice-champion du Maroc avec le Raja Casablanca.
- 2006 : finaliste de la Coupe de la CAF et vice-champion du Maroc avec le FAR Rabat.